# إميرا دي سبان
إميرا دي سبان (من مواليد 8 أكتوبر 1996) هي عارضة أزياء أمريكية ومديرة تجميل سابقة ومؤثرة على وسائل التواصل الاجتماعي. في عام 2022، أصبحت أول امرأة سوداء متحولة جنسيًا تعمل كعارضة أزياء لفيكتوريا سيكريت. لقد كانت أيضًا فتاة غلاف لـ الجاذبية وظهرت في مجلة نايلون. كانت دي سبان وجه دعائي لـ فنتي بيوتي ويو جي جي واناستازيا بيفرلي هيلز ومستحضرات التجميل نارس. عملت كمديرة تجميل لمجلة ورقة قبل حظر المجلة في عام 2023. دي سبان هي منشئة محتوى على تيك توك، حيث لديها أكثر من مليون متابع. على تيك توك، تنشر مقاطع فيديو تحت مسمى "استعد معي"، والتي حصدت أكثر من 85 مليون مشاهدة.

## النشأة والتعليم
ولدت دي سبان في 8 أكتوبر 1996 في الشارقة، الإمارات العربية المتحدة لأم إريترية وأب بولندي. وبعد العيش في دبي لمدة ثلاث سنوات، هاجرت عائلتها إلى الولايات المتحدة. عاشت في كانساس سيتي وتامبا قبل أن تستقر عائلتها في دالاس، تكساس، حيث التحقت بمدرسة الفنون الجميلة. لقد نشأت وهي تقوم بالرقص التنافسي.
التحقت بجامعة نيويورك، وتخصصت أولاً في الدراسات الليبرالية العالمية قبل أن تنتقل إلى كلية ستينهاردت للثقافة والتعليم والتنمية البشرية بالجامعة وكلية ستيرن للأعمال، وتخرجت بامتياز مع مرتبة الشرف في التسويق والاتصالات. درست دي سبان أيضًا في باريس في عامها الأول في الكلية.

## حياة مهنية
قبل أن تصبح مؤثرة في مجال التجميل، عملت دي سبان في وكالة تسويق ومجلة افتتاحية خاصة بالجمال. وقد وقعت مع شركة كولكساب، وهي وكالة تسويق مقرها نيويورك. ظهرت على غلاف مجلة غالور باسم "فتاة تيك توك". ظهرت أيضًا في مجلة نايلون.
قامت دي سبان بتصميم الإعلانات وظهرت في إعلانات لـ مستحضرات التجميل نارس و اناستازيا بيفرلي هيلز و يو جي جي و فنتي بيوتي و جوجل.  كانت أول امرأة سوداء متحولة جنسياً تعمل كعارضة أزياء لفيكتوريا سيكريت. كانت أول شراكة لها عبر الإنترنت مع فيكتوريا سيكريت فيديو تيك توك بعنوان "دليل الفتاة العازبة لعيد الحب المثالي" كجزء من حملة عيد الحب لعام 2022.
وهي معروفة باسم @XOXOEMIRA على تيك توك، حيث لديها أكثر من مليون متابع، وعلى إنستغرام، حيث لديها أكثر من 100000 متابع. على حسابها على تيك توك، تنشر دي سبان مقاطع فيديو "استعد معي"، والتي حصدت أكثر من 85 مليون مشاهدة. قبل حظر المجلة في عام 2023، كان لديها عرض على سناب شات يسمى سناتشورال مع مجلة ورقة. عملت أيضًا كمديرة تجميل في مجلة ورقة، حيث قامت بإنشاء محتوى الجمال لموقعهم الإلكتروني ومنصات التواصل الاجتماعي وقامت بتنظيم قناتهم على يوتيوب.

## الحياة الشخصية
غيرت دي سبان اسمها الأول إلى "إميرا" بعد الاسم العربي " أميرة " التي تعني لقب "أميرة". خضعت لعملية إعادة تحديد الجنس. لقد أجرت أيضًا عمليتين تجميل الأنف.
شاركت على البودكاست الحوارية أنها تعرضت لاعتداء جنسي في باريس عام 2018.